# Jamal Cain
Hasen Jamal Cain (Pontiac, Míchigan, 20 de marzo de 1999) es un baloncestista estadounidense que pertenece a la plantilla de los New Orleans Pelicans de la NBA, con un contrato dual que le permite jugar además en su filial de la G League, los Birmingham Squadron. Con 1,98 metros de estatura, juega en la posición de alero. 

## Trayectoria deportiva

### Universidad
Jugó cuatro temporadas con los Golden Eagles de la Universidad Marquette, en las que promedió 5,2 puntos y 3,9 rebotes por partido. Para su última temporada de elegibilidad, Cain fue transferido a los Oakland de la Universidad de Oakland, donde jugó a las órdenes de Greg Kampe como jugador graduado. En su única temporada en el equipo promedió 19,9 puntos y 10,2 rebotes por partido, siendo elegido co-Jugador del Año de la Horizon League.

### Profesional
Tras no ser elegido en el Draft de la NBA de 2022, disputó con los Miami Heat las ligas de verano de la NBA, y el 15 de julio firmó contrato con la franquicia. El 9 de octubre de 2022 dicho contrato se convierte en dual, para compaginar su estancia en el equipo con el filial de la G League, los Sioux Falls Skyforce.
En julio de 2024 firmó un contrato dual con New Orleans Pelicans.

## Estadísticas de su carrera en la NBA

### Temporada regular
| Año     | Equipo      | PJ | PT | MPP  | %TC  | %3P  | %TL  | RPP | APP | ROB | TPP | PPP |
| ------- | ----------- | -- | -- | ---- | ---- | ---- | ---- | --- | --- | --- | --- | --- |
| 2022-23 | Miami       | 18 | 0  | 13.3 | .561 | .350 | .773 | 2.9 | .7  | .6  | .1  | 5.4 |
| 2023-24 | Miami       | 26 | 1  | 10.0 | .430 | .355 | .783 | 1.4 | .4  | .4  | .2  | 3.7 |
| 2024-25 | New Orleans | 37 | 0  | 13.6 | .430 | .325 | .680 | 2.3 | .6  | .6  | .2  | 5.3 |
| Total   | Total       | 81 | 1  | 12.4 | .459 | .336 | .726 | 2.1 | .5  | .5  | .2  | 4.8 |